# Москверо панамський
Москве́ро панамський (Aphanotriccus audax) — вид горобцеподібних птахів родини тиранових (Tyrannidae). Мешкає в Панамі і Колумбії.

## Опис
Довжина птаха становить 13,5 см. Верхня частина тіла оливково-зелена, тім'я сірувате. Навколо очей вузькі білі кільця, над очима білі смуги. Крила темні з двома кремовими смугами. Горло білувате, груди з боків оливкові, живіт жовтий.

## Поширення і екологія
Панамські москверо поширені від східної Панами (Панама, Дар'єн) до північно-східної і північної Колумбії. Вони живуть в підліску вологих рівнинних тропічних лісів, в заростях на берегах річок, на болотах. Зустрічаються на висоті від 100 до 600 м над рівнем моря. Живляться комахами, зокрема жуками і мурахами, яких шукають серед листя.

## Збереження
МСОП класифікує стан збереження цього виду як близький до загрозливого. Панамським москверо загрожує знищення природного середовища.